# Ryszard Aleksandrowicz
Ryszard Aleksandrowicz (ur. 1926, zm. 1 lipca 2020 w Warszawie) – polski chirurg, anatom, profesor nauk medycznych, autor licznych publikacji naukowych.

## Życiorys
Obronił pracę doktorską, następnie uzyskał stopień doktora habilitowanego. 5 lipca 1984 nadano mu tytuł profesora w zakresie nauk medycznych. Pracował w Centrum Biostruktury na I Wydziale Lekarskim z Oddziałem Stomatologicznym Akademii Medycznej w Warszawie, w latach 1992–1996 jako kierownik Zakładu Anatomii Prawidłowej Centrum Biostruktury. Współtwórca II Wydziału Lekarskiego Akademii Medycznej w Warszawie, w latach 1974–1978 jego pierwszy prodziekan.
Był zatrudniony na stanowisku profesora zwyczajnego w Szkole Wyższej im. Pawła Włodkowica. Pracował również w Śląskim Uniwersytecie Medycznym w Katowicach, gdzie pełnił funkcje prorektora ds. dydaktyczno-wychowawczych (1989–1990), dziekana Wydziału Pielęgniarskiego (1980–1982) i dziekana Wydziału Lekarskiego (1982–1990). W latach 1989–1996 prezes Polskiego Towarzystwa Anatomicznego. 
Zmarł 1 lipca 2020 i został pochowany na cmentarzu Bródnowskim w Warszawie (kwatera 26A-6-5/6).

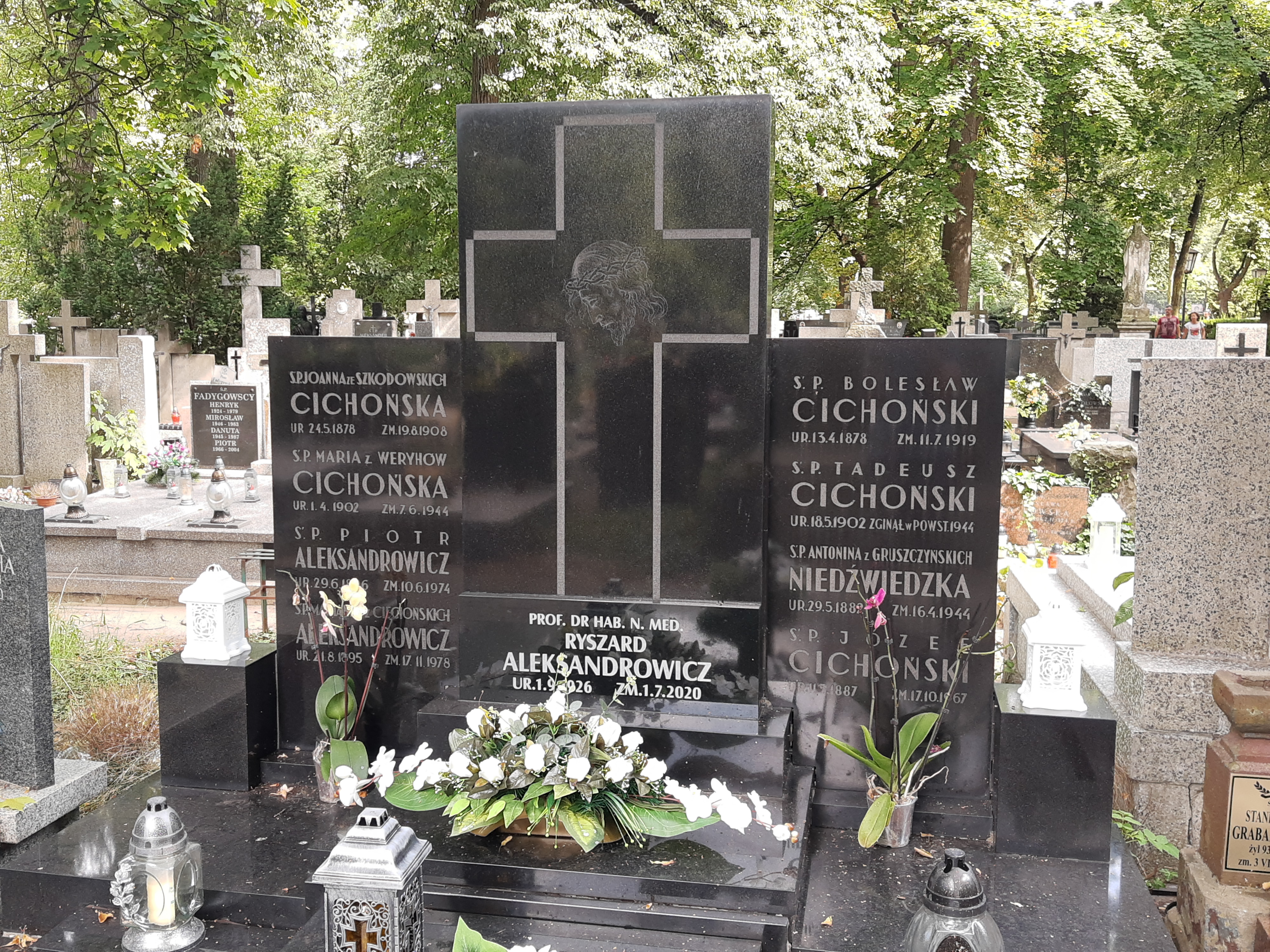
Grób prof. Ryszarda Aleksandrowicza na cmentarzu Bródnowskim

## Ordery i odznaczenia
- Krzyż Kawalerski Orderu Odrodzenia Polski[6]
- Złoty Krzyż Zasługi[6]
- Medal Komisji Edukacji Narodowej[6]
- Medal „Za zasługi dla obronności kraju”[6]
- Odznaka honorowa „Za wzorową pracę w służbie zdrowia”[6]